# Pablo Cottenot
Pablo Cottenot var en fransk astronom som levde under 1800-talet. Han arbetade på observatoriet i Marseille, men enligt Edouard Stephan blev hans karriär kort eftersom han var stum.
Han upptäckte icke desto mindre en asteroid, 181 Eucharis.